# Союз композиторов Японии
Союз композиторов Японии (яп. 日本作曲家協会 Нихон Саккёкука Кё:кай или сокр. JACOMPA, от англ. Japan Composer’s Association) — общественная организация, объединяющая японских композиторов. Основана в 1959 году.
По состоянию на 2013 год пост председателя занимает Кацухиса Хаттори.
Союз композиторов Японии является учредителем ежегодно вручаемых наград Japan Record Awards.

## Председатели
- Масао Кога (1958–1978)
- Рёити Хаттори (1978–1993)
- Тадаси Ёсида (1993–1997)
- Тору Фунамура (1997–2005)
- Минору Эндо (2005–2008)
- Мики Такаси (2008–2009)
- Кацухиса Хаттори (2009–)